# Corea del Sur en los Juegos Mundiales de Breslavia 2017
Corea del Sur fue uno de los 102 países que participaron en los Juegos Mundiales de 2017 celebrados en Breslavia, Polonia.
La delegación de Corea del Sur estuvo compuesta por un total de 42 atletas, 15 mujeres y 20 hombres, quienes compitieron en disciplinas de deportes.
Corea del Sur ganó un total de 12 medallas, 3 de oro, 6 de plata y 3 de bronce, con lo cual se colocaron en la posición 18 del medallero.
| Oro | Plata | Bronce |
| --- | ----- | ------ |
| 3   | 6     | 3      |

## Baile deportivo

### Baile Standard
| Atleta                    | Primera ronda | Primera ronda | Primera ronda | Primera ronda | Primera ronda | Repesca | Repesca | Repesca     | Repesca | Repesca   | Semifinal  | Semifinal  | Semifinal   | Semifinal  | Semifinal  | Final      | Final      | Final       | Final      | Final      | Posición |
| Atleta                    | Vals          | Tango         | Vals vienés   | Foxtrot       | Quickstep     | Vals    | Tango   | Vals vienés | Foxtrot | Quickstep | Vals       | Tango      | Vals vienés | Foxtrot    | Quickstep  | Vals       | Tango      | Vals vienés | Foxtrot    | Quickstep  | Posición |
| ------------------------- | ------------- | ------------- | ------------- | ------------- | ------------- | ------- | ------- | ----------- | ------- | --------- | ---------- | ---------- | ----------- | ---------- | ---------- | ---------- | ---------- | ----------- | ---------- | ---------- | -------- |
| Parejas                   |               |               |               |               |               |         |         |             |         |           |            |            |             |            |            |            |            |             |            |            |          |
| Kim Dongsoo e In Hwa Song | 20            | 22            | 16            | 23            | 20            | 13      | 13      | 13          | 13      | 13        | eliminados | eliminados | eliminados  | eliminados | eliminados | eliminados | eliminados | eliminados  | eliminados | eliminados | 23       |

### Baile latino
| Atleta                  | Primera ronda | Primera ronda | Primera ronda | Primera ronda | Primera ronda | Repesca | Repesca     | Repesca | Repesca   | Repesca | Semifinal  | Semifinal   | Semifinal  | Semifinal  | Semifinal  | Final      | Final       | Final      | Final      | Final      | Posición |
| Atleta                  | Samba         | Cha cha cha   | Rumba         | Pasodoble     | Jive          | Samba   | Cha cha cha | Rumba   | Pasodoble | Jive    | Samba      | Cha cha cha | Rumba      | Pasodoble  | Jive       | Samba      | Cha cha cha | Rumba      | Pasodoble  | Jive       | Posición |
| ----------------------- | ------------- | ------------- | ------------- | ------------- | ------------- | ------- | ----------- | ------- | --------- | ------- | ---------- | ----------- | ---------- | ---------- | ---------- | ---------- | ----------- | ---------- | ---------- | ---------- | -------- |
| Parejas                 |               |               |               |               |               |         |             |         |           |         |            |             |            |            |            |            |             |            |            |            |          |
| Yong Nam-Gi y Nara Shin | 17            | 21            | 20            | 19            | 19            | 10      | 8           | 6       | 6         | 4       | eliminados | eliminados  | eliminados | eliminados | eliminados | eliminados | eliminados  | eliminados | eliminados | eliminados | 17       |

## Billar
| Deportista  | Prueba | Octavos de final | Octavos de final | Cuartos de final   | Cuartos de final | Semifinal | Semifinal | Final / Tercer puesto | Final / Tercer puesto | Posición         |
| Deportista  | Prueba | Oponente         | Resultado        | Oponente           | Resultado        | Oponente  | Resultado | Oponente              | Resultado             | Posición         |
| ----------- | ------ | ---------------- | ---------------- | ------------------ | ---------------- | --------- | --------- | --------------------- | --------------------- | ---------------- |
| Femenil     |        |                  |                  |                    |                  |           |           |                       |                       |                  |
| Gayoung Kim | Pool   | # Monica Webb    | 9:2              | # Chihiro Kawahara | 9:7              | # Yu Han  | 9:8       | # Siming Chen         | 3:9                   | Medalla de plata |

## Bolos
| Atleta                      | Categoría  | Clasificación | Clasificación | Fase de grupos                       | Fase de grupos | Octavos de final          | Octavos de final | Cuartos de final | Cuartos de final | Semifinal              | Semifinal  | Final/Medalla de bronce | Final/Medalla de bronce | Posición       |
| Atleta                      | Categoría  | Puntos        | Posición      | Oponente                             | Resultado      | Oponente                  | Resultado        | Oponente         | Resultado        | Oponente               | Resultado  | Oponente                | Resultado               | Posición       |
| --------------------------- | ---------- | ------------- | ------------- | ------------------------------------ | -------------- | ------------------------- | ---------------- | ---------------- | ---------------- | ---------------------- | ---------- | ----------------------- | ----------------------- | -------------- |
| Femenil                     |            |               |               |                                      |                |                           |                  |                  |                  |                        |            |                         |                         |                |
| Sujin Kang                  | Individual | 1369          | 10            | –                                    | –              | # Kim Moonjeong           | 0:2              | eliminada        | eliminada        | eliminada              | eliminada  | eliminada               | eliminada               | eliminada      |
| Kim Moonjeong               | Individual | 1389          | 7             | –                                    | –              | # Sujin Kang              | 2:0              | # Daria Kovalova | 1:2              | eliminada              | eliminada  | eliminada               | eliminada               | eliminada      |
| Sujin Kang y Kim Moonjeong  | Dobles     | –             | –             | # Daria Pajak y Lucyna Charezinska   | 975:747        | –                         | –                | eliminada        | eliminada        | eliminada              | eliminada  | eliminada               | eliminada               | eliminada      |
| Sujin Kang y Kim Moonjeong  | Dobles     | –             | –             | # Valerie Bercier y Miranda Panas    | 903:943        | –                         | –                | eliminada        | eliminada        | eliminada              | eliminada  | eliminada               | eliminada               | eliminada      |
| Sujin Kang y Kim Moonjeong  | Dobles     | –             | –             | # Rocío Restrepo y Clara Guerrero    | 918:999        | –                         | –                | eliminada        | eliminada        | eliminada              | eliminada  | eliminada               | eliminada               | eliminada      |
| Varonil                     |            |               |               |                                      |                |                           |                  |                  |                  |                        |            |                         |                         |                |
| Youngseon Cho               | Individual | 1400          | 5             | –                                    | –              | # Massimiliano Fridegotto | 2:0              | # Tommy Jones    | 2:1              | # Salvatore Polizzotto | 2:1        | # Ildemaro Ruiz         | 2:0                     | Medalla de oro |
| Heewon Kang                 | Individual | 1317          | 20            | –                                    | –              | eliminado                 | eliminado        | eliminado        | eliminado        | eliminado              | eliminado  | eliminado               | eliminado               | eliminado      |
| Youngseon Cho y Heewon Kang | Dobles     | –             | –             | # Patryk Preus y Alessandro Silletti | 924:839        | –                         | –                | eliminados       | eliminados       | eliminados             | eliminados | eliminados              | eliminados              | eliminados     |
| Youngseon Cho y Heewon Kang | Dobles     | –             | –             | # Ricardo Lecuona y Arturo Quintero  | 937:965        | –                         | –                | eliminados       | eliminados       | eliminados             | eliminados | eliminados              | eliminados              | eliminados     |
| Youngseon Cho y Heewon Kang | Dobles     | –             | –             | # Dan MacLelland y Francois Lavoie   | 934:894        | –                         | –                | eliminados       | eliminados       | eliminados             | eliminados | eliminados              | eliminados              | eliminados     |

## Escalada
| Femenil  |      |      |   |      |   |   |
| Jain Kim | Lead | 1,00 | 1 | 4,50 | 4 | 4 |

## Esquí acuático
| Varonil      |                        |       |   |   |   |       |   |   |   |       |   |                  |
| Sanghyun Yun | Wakeboard estilo libre | 53.33 | 2 | - | - | 75.78 | 1 | - | - | 76.22 | 2 | Medalla de plata |
| Femenil      |                        |       |   |   |   |       |   |   |   |       |   |                  |
| Heehyun Yun  | Wakeboard estilo libre | -     | - | - | - | 53.45 | 1 | - | - | 52.33 | 4 | 4                |

## Gimnasia

### Aeróbica
| Atleta                                                                                               | Categoría | Claisficación | Claisficación | Final      | Final      | Posición       |
| Atleta                                                                                               | Categoría | Puntos        | Posición      | Puntos     | Posición   | Posición       |
| --- | --------- | ------------- | ------------- | ---------- | ---------- | -------------- |
| Eventos mixtos                                                                                       |           |               |               |            |            |                |
| Han-Jin Kim Tae-Yun Kwon y Ju-Sun Ryu                                                                | Trío      | 20.600        | 5             | Eliminados | Eliminados | 5              |
| Jae-Hyun Kim Han-Jin Kim Yu-Hwan Kim Tae-Yun Kwon Jon-Gu Lee Hyunmin Park Ju-Sun Ryu y Sung-Kyu Song | Danza     | 18.475        | 1             | 18.825     | 1          | Medalla de oro |
| Sang A Choi Eun Bi Lee Yeon Sun Park Min Ji Ryu Jae Hyun Han Yu Hwan Kim Jon Gu Lee y Sung-Kyu Song  | Step      | 17.700        | 5             | Eliminados | Eliminados | 5              |

### Rítmica
| Atleta       | Categoría         | Clasificación | Clasificación | Final     | Final    | Posición |
| Atleta       | Categoría         | Puntos        | Posición      | Puntos    | Posición | Posición |
| ------------ | ----------------- | ------------- | ------------- | --------- | -------- | -------- |
| Femenil      |                   |               |               |           |          |          |
| Chaewoon Kim | Pelota individual | 13.900        | 17            | Eliminada |          | 17       |
| Chaewoon Kim | Clavas individual | 12.700        | 19            | eliminada |          | 19       |
| Chaewoon Kim | Aro individual    | 14.150        | 18            | eliminada |          | 18       |
| Chaewoon Kim | Lazo individual   | 12.700        | 16            | eliminada |          | 16       |

## Muay thai
| Masculino    |       |                       |                               |                  |       |                    |       |   |
| Deokjae Yoon | 54 kg | # Jaakub Mohd Ali Bin | Avanzó por abandono del rival | # Kevin Martínez | 28:29 | # Aslanbek Zikreev | 27:30 | 4 |

## Natación con aletas
Corea del Sur ganó el primer oro entregado en esta edición de los Juegos Mundiales en este deporte.
Se trató de la medalla que ganó Ye sol Jang en los 50 metros de apnea femenil.
| Atleta                                             | Categoría                    | Final      | Final    | Posición          |                   |
| Atleta                                             | Categoría                    | Tiempo     | Posición | Posición          |                   |
| -------------------------------------------------- | ---------------------------- | ---------- | -------- | ----------------- | ----------------- |
| Femenil                                            |                              |            |          |                   |                   |
| Ji Min Choi                                        | 50 m Bialetas                | 21.47 s    | 2        | Medalla de plata  |                   |
| Ji Min Choi                                        | 100 m Bialetas               | 47.70 s    | 4        | 4                 |                   |
| Ye Sol Jang                                        | 50 m Apnea                   | 16.02 s    | 1        | Medalla de oro    |                   |
| Ye Sol Jang                                        | 100 m Superficie             | 39.02 s    | 5        | 5                 |                   |
| Gain Kim                                           | 50 m Apnea                   | 16.40 s    | 2        | Medalla de plata  |                   |
| Gain Kim                                           | 100 m Superficie             | 39.65 s    | 7        | 7                 |                   |
| Bo Kyung Kim                                       | 200 m Superficie             | 1.29.42 m  | 5        | 5                 |                   |
| Bo Kyung Kim                                       | 400 m Superficie             | 3.16.33 m  | 2        | Medalla de plata  |                   |
| Ye Sol Jang Kyoung Eon Kim Bo Kyung Kim y Gain Kim | Relevo de superficie 4 x 100 | 2.38.45 m  | 3        | Medalla de bronce |                   |
| Varonil                                            |                              |            |          |                   |                   |
| Seong Hyeok Jang                                   | 400 m Superficie             | 3.02.06 m  | 4        | 4                 |                   |
| Seong Hyeok Jang                                   | Dong Jin Lee                 | 50 m Apnea | 14.09 s  | 3                 | Medalla de bronce |
| Kwan Ho Lee                                        | Dong Jin Lee                 | 50 m Apnea | 14.10 s  | 4                 | 4                 |

## Patinaje sobre ruedas

### Pista
| Atleta        | Categoría                      | Clasificación | Clasificación | Cuartos de final | Cuartos de final | Semifinal     | Semifinal     | Final          | Final          | Posición         |
| Atleta        | Categoría                      | Tiempo        | Posición      | Tiempo           | Posición         | Tiempo        | Posición      | Tiempo/Puntos  | Posición       | Posición         |
| ------------- | ------------------------------ | ------------- | ------------- | ---------------- | ---------------- | ------------- | ------------- | -------------- | -------------- | ---------------- |
| Femenil       |                                |               |               |                  |                  |               |               |                |                |                  |
| Seul An-Yi    | Contrarreloj 300 m.            | 26,655 s      | 1             | –                | –                | –             | –             | 26,529 s       | 2              | Medalla de plata |
| Eunchae Jeong | Contrarreloj 300 m.            | 27,487 s      | 16            | –                | –                | –             | –             | eliminada      | eliminada      | eliminada        |
| Seul An-Yi    | 500 m Sprint                   | –             | –             | 44,203 s         | 1                | No terminó    | No terminó    | Eliminada      | Eliminada      | Eliminada        |
| Eunchae Jeong | 500 m Sprint                   | –             | –             | 44,547 s         | 5                | Eliminada     | Eliminada     | Eliminada      | Eliminada      | Eliminada        |
| Seul An-Yi    | 1000 m Sprint                  | –             | –             | Descalificada    | Descalificada    | Descalificada | Descalificada | Descalificada  | Descalificada  | Descalificada    |
| Eunchae Jeong | 1000 m Sprint                  | –             | –             | 1:29,568 min     | 1                | 1:30,217 min  | 4             | eliminada      | eliminada      | eliminada        |
| Seul An-Yi    | eliminación por puntos 10000 m | –             | –             | –                | –                | –             | –             | No se presentó | No se presentó | No se presentó   |
| Eunchae Jeong | eliminación por puntos 10000 m | –             | –             | –                | –                | –             | –             | no se presentó | no se presentó | no se presentó   |
| Varonil       |                                |               |               |                  |                  |               |               |                |                |                  |
| Geunseong Son | 1000 m Sprint                  | –             | –             | 1:23,973 min     | 5                | 1:22,738 min  | 5             | eliminado      | eliminado      | 9                |
| Geunseong Son | eliminación por puntos 10000 m | –             | –             | –                | –                | –             | –             | No terminó     | No terminó     | No terminó       |
| Geunseong Son | 15000 m eliminación            | –             | –             | –                | –                | –             | –             | eliminado      | eliminado      | eliminado        |

### Calle
| Atleta        | Categoría                      | Clasificación | Clasificación | Cuartos de final | Cuartos de final | Semifinal | Semifinal | Final          | Final          | Posición          |           |
| Atleta        | Categoría                      | Tiempo        | Posición      | Tiempo           | Posición         | Tiempo    | Posición  | Tiempo/Puntos  | Posición       | Posición          |           |
| ------------- | ------------------------------ | ------------- | ------------- | ---------------- | ---------------- | --------- | --------- | -------------- | -------------- | ----------------- | --------- |
| Femenil       |                                |               |               |                  |                  |           |           |                |                |                   |           |
| Seul An-Yi    | 200 m contrarreloj             | 19,611 s      | 8             | –                | –                | –         | –         | 19,091 s       | 3              | Medalla de bronce |           |
| Eunchae Jeong | 200 m contrarreloj             | 20,854 s      | 21            | –                | –                | –         | –         | eliminada      | eliminada      | eliminada         | eliminada |
| Seul An-Yi    | 500 m Sprint                   | 58.769        | 3             | eliminada        | eliminada        | eliminada | eliminada | eliminada      | eliminada      | eliminada         |           |
| Eunchae Jeong | 500 m Sprint                   | 1,00.143 m    | 1             | 48,563 s         | 3                | eliminada | eliminada | eliminada      | eliminada      | eliminada         |           |
| Seul An-Yi    | 20000 m eliminación            | –             | –             | –                | –                | –         | –         | No se presentó | No se presentó | No se presentó    |           |
| Varonil       |                                |               |               |                  |                  |           |           |                |                |                   |           |
| Geunseong Son | eliminación por puntos 10000 m | –             | –             | –                | –                | –         | –         | No terminó     | No terminó     | No terminó        |           |
| Geunseong Son | 20000 m eliminación            | –             | –             | –                | –                | –         | –         | relegado       | relegado       | 16                |           |

## Remo bajo techo
| Mujeres       |                     |             |    |
| Hyewon Jung   | 2000 m peso ligero  | 7:32,7 min  | 5  |
| Yeri Park     | 2000 m peso abierto | 7:20,3 min  | 8  |
| Hombres       |                     |             |    |
| Doohwa Jin    | 2000 m peso abierto | 6:07,13 min | 11 |
| Kim Byunghoon | 2000 m peso ligero  | 6:41,9 min  | 8  |

## Tiro con arco
| Femenil      |                      |     |   |   |   |               |         |              |         |           |           |           |           |           |
| Yun Soo Song | Compuesto individual | 695 | 8 | - | - | # Ilana Malan | 145:134 | # Sara López | 147:149 | Eliminada | Eliminada | Eliminada | Eliminada | Eliminada |